# Alano (canonista)
Alano, pseudonimo di Alanus Anglicus (Inghilterra, XII secolo – Bologna, XIII secolo), è stato un decretista (canonista) di origine anglosassone presso l'Università di Bologna.

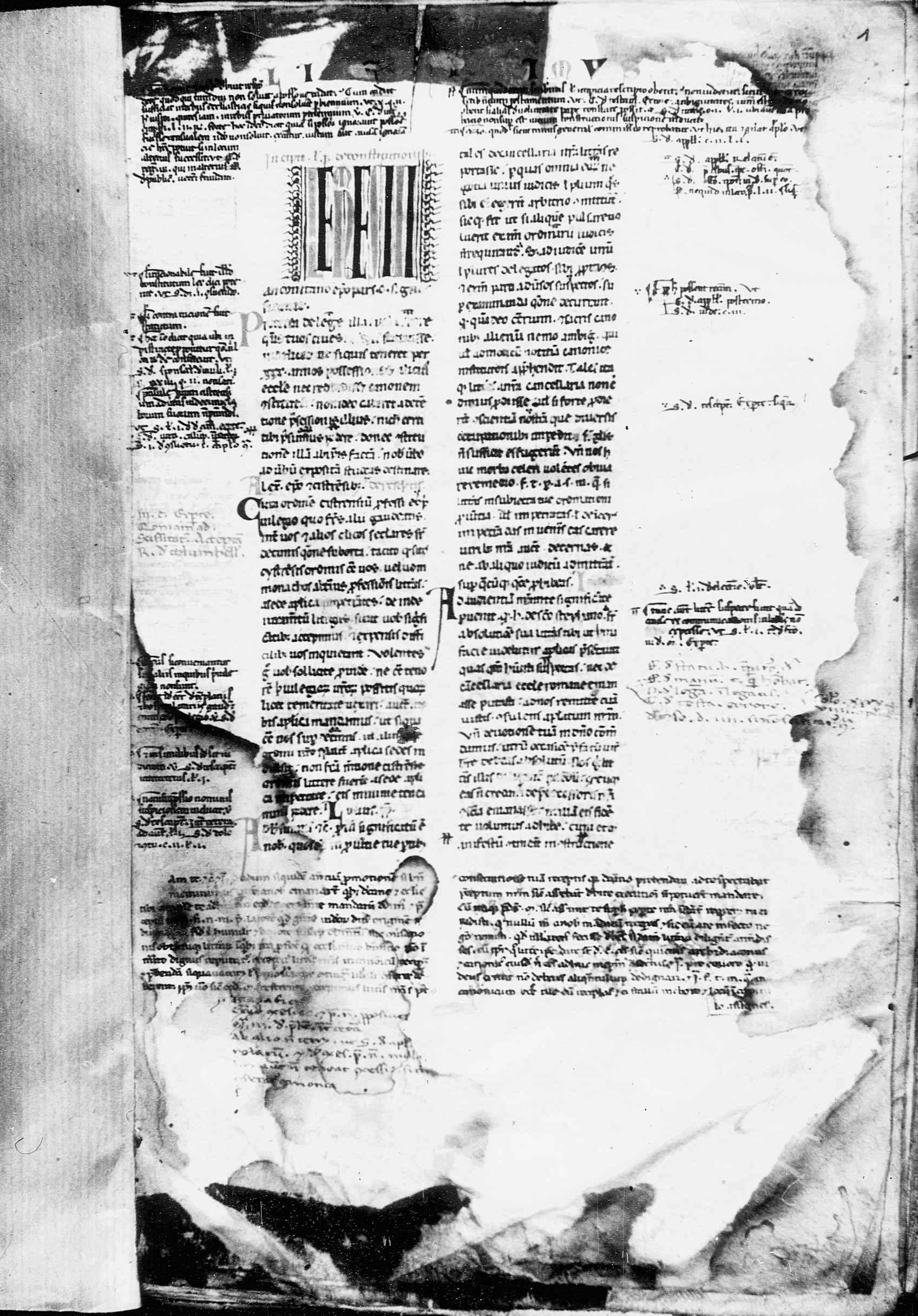
Collectiones incertae Decretalium cum glossis, manoscritto, XIV secolo

Domenicano e docente a Bologna, interpretò con glosse testi pontifici come Compilatio I e le Decretali.
La sua tesi sui 'due gladi', quelli temporale e spirituale, che Cristo avrebbe dato a Pietro e, indirettamente, ai Papi, ha portato parte della storiografia a ritenere che costui fosse ierocratico. Tuttavia, sebbene i toni di Alano fossero certamente più marcati rispetto a canonisti di secoli precedenti, egli rimase fedele al dualismo Gelasiano.

## Opere

### Manoscritti
- Apparatus ad 1. Compilationem Decreti, XIII-XIV secolo, Erlangen, Universitätsbibliothek Erlangen-Nürnberg, Handschriften, 349.
  -  Apparatus Compilationis I, XIV secolo, Karlsruhe, Badische Landesbibliothek, Handschriften, Aug. perg. 40,  ff. 1-82v.
  -  Apparatus Compilationis I, XIV secolo, Paris, Bibliothèque Nationale de France, Fonds latin, Lat. 3932,  ff. 1-69v.
- Collectiones incertae Decretalium cum glossis, XIV secolo, Vercelli, Biblioteca Capitolare, Fondo manoscritti, ms. 89.
- Repetitio ad C. 3.34.4 (?) Si aquarum ductus, 1420, Brugge, Stadsbibliotheek, Manuscripten, Ms. 374,  ff. 90v-94v.